# La damnation de Faust

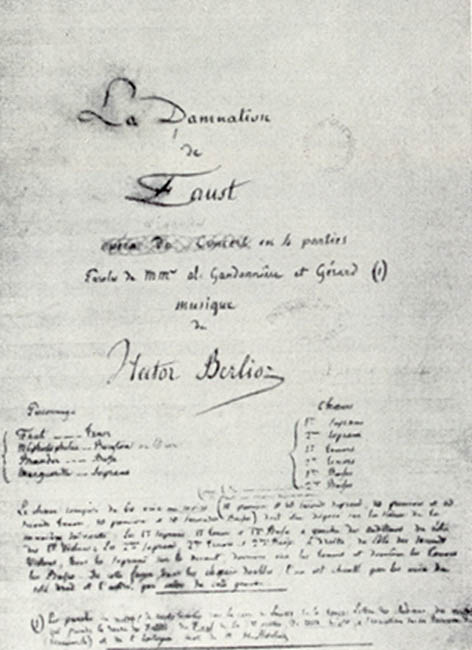
La damnation de Faust

La damnation de Faust (De verdoemenis van Faust) is een concertopera voor vier solisten, koor en orkest van Hector Berlioz, gebaseerd op de Faust van Goethe.

## Achtergrond
Berlioz ontdekte het meesterwerk van Goethe in 1828 in de vertaling van Gérard de Nerval. Hij was er erg van onder de indruk en zette acht scènes op muziek als Huit scènes de Faust, opus 1. Hij liet het werk drukken, maar probeerde later zo veel mogelijk exemplaren te vernietigen, omdat hij er ontevreden over was geworden.
Pas veel later, tijdens een reis door Midden-Europa in 1845, besloot hij de scènes een plaats te geven in een veel grootschaliger werk, La damnation de Faust. Hij schreef veel van de tekst zelf, en in 1846 kon de eerste uitvoering plaatsvinden in de Opéra-Comique in Parijs. Het werk had geen succes, en werd voorlopig niet meer uitgevoerd.
Tegenwoordig geldt La damnation de Faust als een van de meesterwerken van Berlioz. Het werk was eigenlijk bedoeld voor de concertzaal, maar is ook herhaaldelijk scènisch opgevoerd.

## Rolverdeling
- Faust - tenor
- Méphistophélès - bariton
- Marguerite - mezzosopraan
- Brander - bas

Béatrice et Bénédict · Benvenuto Cellini · La damnation de Faust ·
Les Troyens